# Мазинский
Мазинский — хутор в Нехаевском районе Волгоградской области России. Входит в состав Тишанского сельского поселения. Население 171 чел. (2010) .

## История
В соответствии с Законом Волгоградской области от 24 декабря 2004 года № 977-ОД «Об установлении границ и наделении статусом Нехаевского района и муниципальных образований в его составе», хутор вошёл в состав образованного Тишанского сельского поселения.

## География
Расположен в северо-западной части региона, по реке Тишанка.
Абсолютная высота 74 метра над уровнем моря.
Уличная сеть
состоит из 12 географических объектов:
- Переулки: Луговой пер., Подгорный пер., Полевой пер., Речной пер., Южный пер.
- Улицы: ул. Банная, ул. Молодёжная, ул. Набережная, ул. Подгорная, ул. Садовая, ул. Северная, ул. Центральная

## Население
| 2010 |
| ---- |
| 171  |

Гендерный состав
По данным Всероссийской переписи населения 2010 года в гендерной структуре населения из 171 человек мужчин — 84, женщин — 87 (49,1 и 50,9 % соответственно).
Национальный состав
Согласно результатам переписи 2002 года, в национальной структуре населения
русские составляли 92 % от общей численности населения в 206 чел..

## Инфраструктура
Развитое сельское хозяйство. Личное подсобное хозяйство.

## Транспорт
стоит на автодороге муниципального значения.
Просёлочные дороги.